# Tasto telegrafico

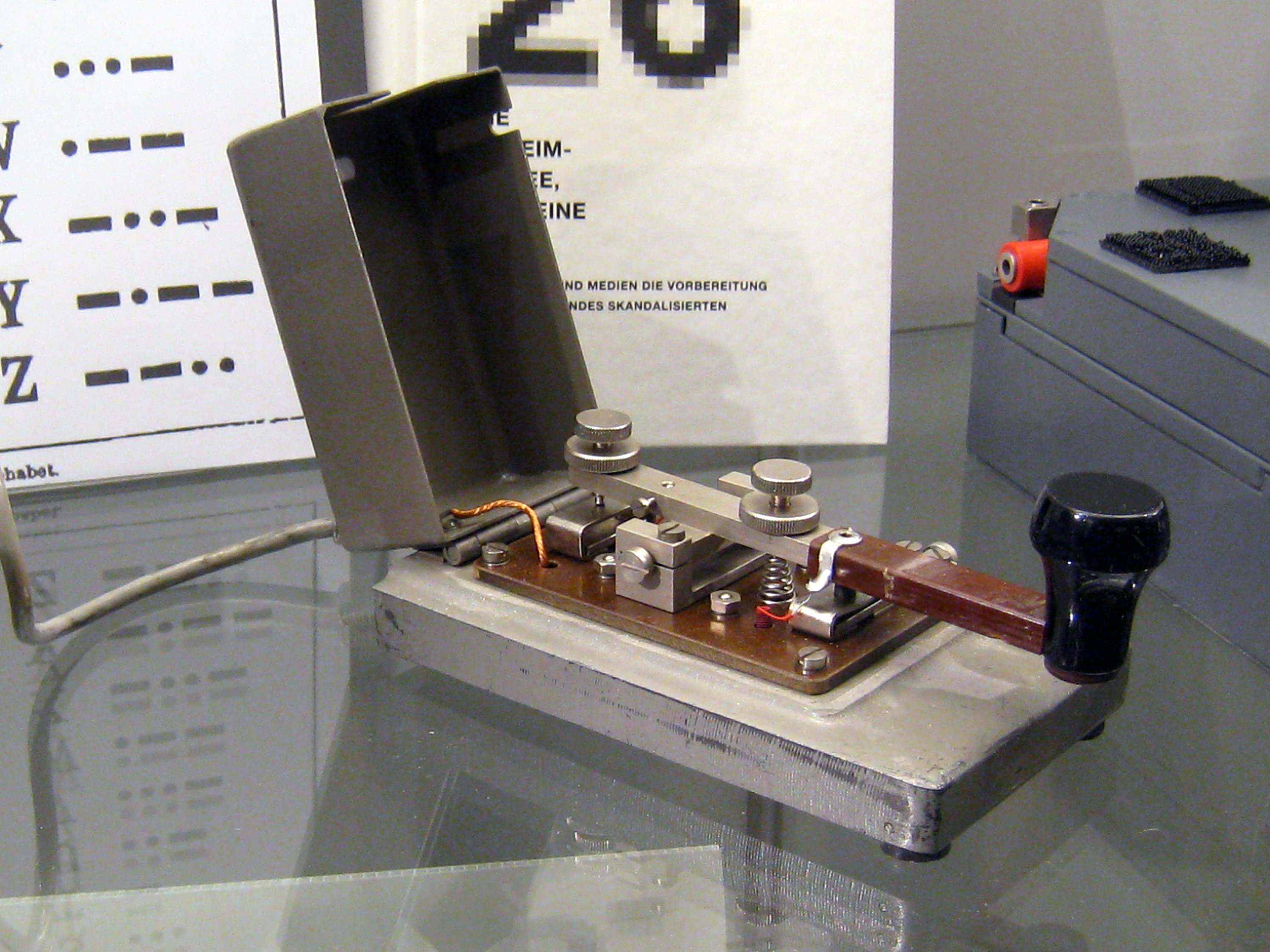
Tasto telegrafico svizzero

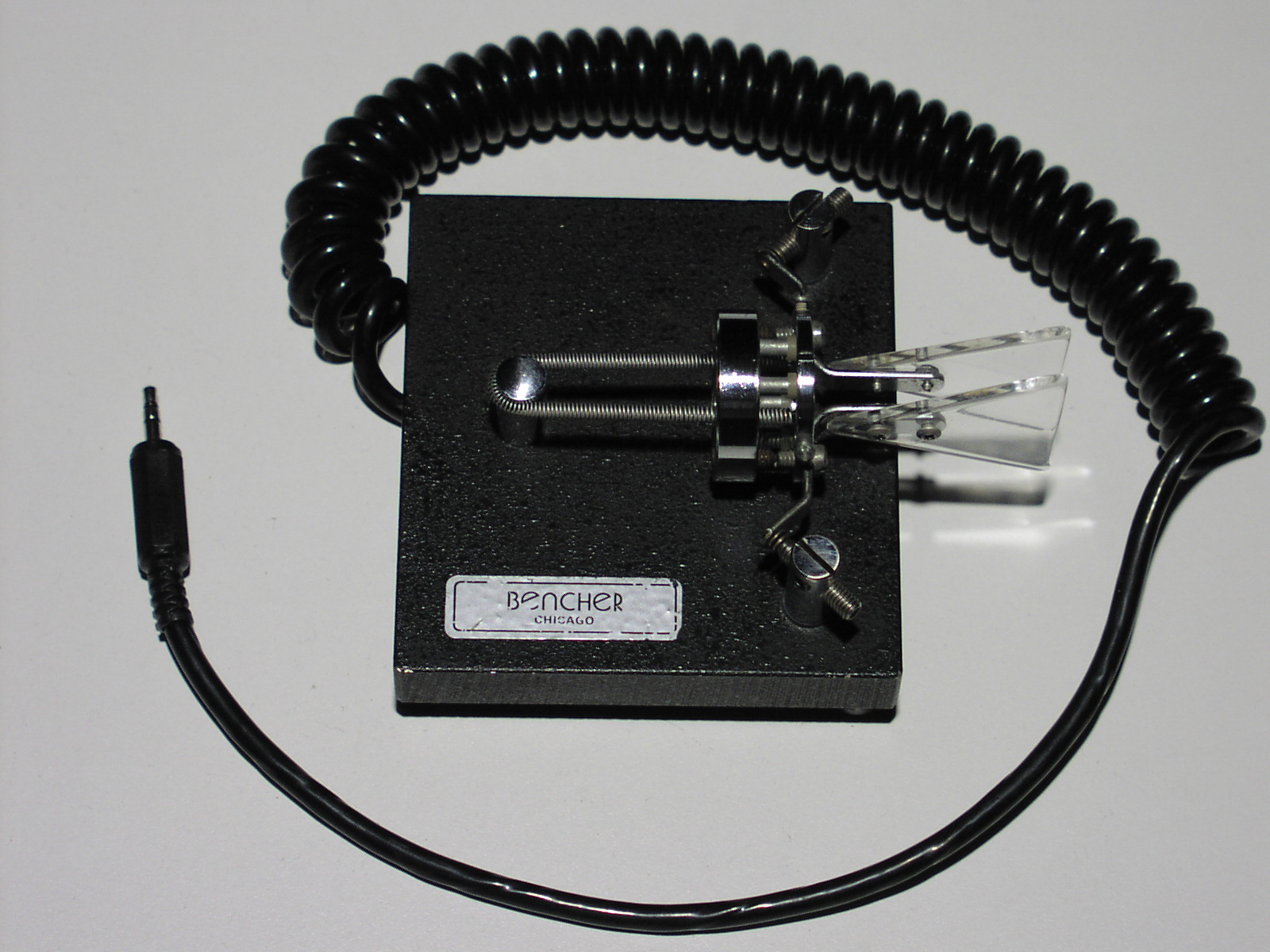
Tasto manipolatore moderno

Il tasto telegrafico, o tasto manipolatore, è uno degli strumenti utilizzati dall'operatore telegrafista nell'invio degli impulsi dalla stazione di trasmissione, seguendo il codice Morse.
Premendo il tasto solo per un momento, si otteneva un punto, premendolo per più tempo si otteneva una linea, se non veniva premuto, la parte posteriore del tasto toccava un contatto che stabiliva un collegamento con la stazione ricevente la quale poteva mandare a sua volta un messaggio.
Oggi il tasto telegrafico è ancora utilizzato dai radioamatori. Nella forma moderna, è costituito da una levetta che può essere spinta lateralmente nei due sensi. Se la levetta è spinta in una direzione, un apposito circuito genera un punto, se spostata nell'altra genera una linea. In questo modo la velocità di digitazione aumenta considerevolmente e la durata di punti e linee è determinata con grande precisione.